# علی‌اکبر رضوانی
علی‌اکبر رضوانی (زاده ۱۳۱۹)، نمایندهٔ دورهٔ اول از حوزهٔ انتخابیهٔ فیروزآباد در استان فارس بوده است. وی در سال ۱۳۶۰، در انتخابات میاندوره‌ای به نمایندگی برگزیده شد.

## آرای مأخوذه
علی‌اکبر رضوانی در سال ۱۳۶۰ با کسب ۴۸۰۷۶ رای از مجموع ۴۹۵۷۵ رای معادل ۹۷٪ آرا به مجلس اول راه پیدا کرد.